# Orectochilus villosus villosus
Orectochilus villosus villosus é uma subespécie de insetos coleópteros pertencente à família Gyrinidae.
A autoridade científica da subespécie é O. F. Muller, tendo sido descrita no ano de 1776.
Trata-se de uma subespécie presente no território português.